# Canon de 155 mm Long Tom
Le canon de 155 mm, M1 ou M2 (plus tard M59), connu sous le nom de Long Tom, était un canon de campagne de 155 mm utilisé par l'armée américaine durant la Seconde Guerre mondiale et la guerre de Corée. Ne pas confondre avec le 155 mm Creusot Long Tom (en) français.

## Historique

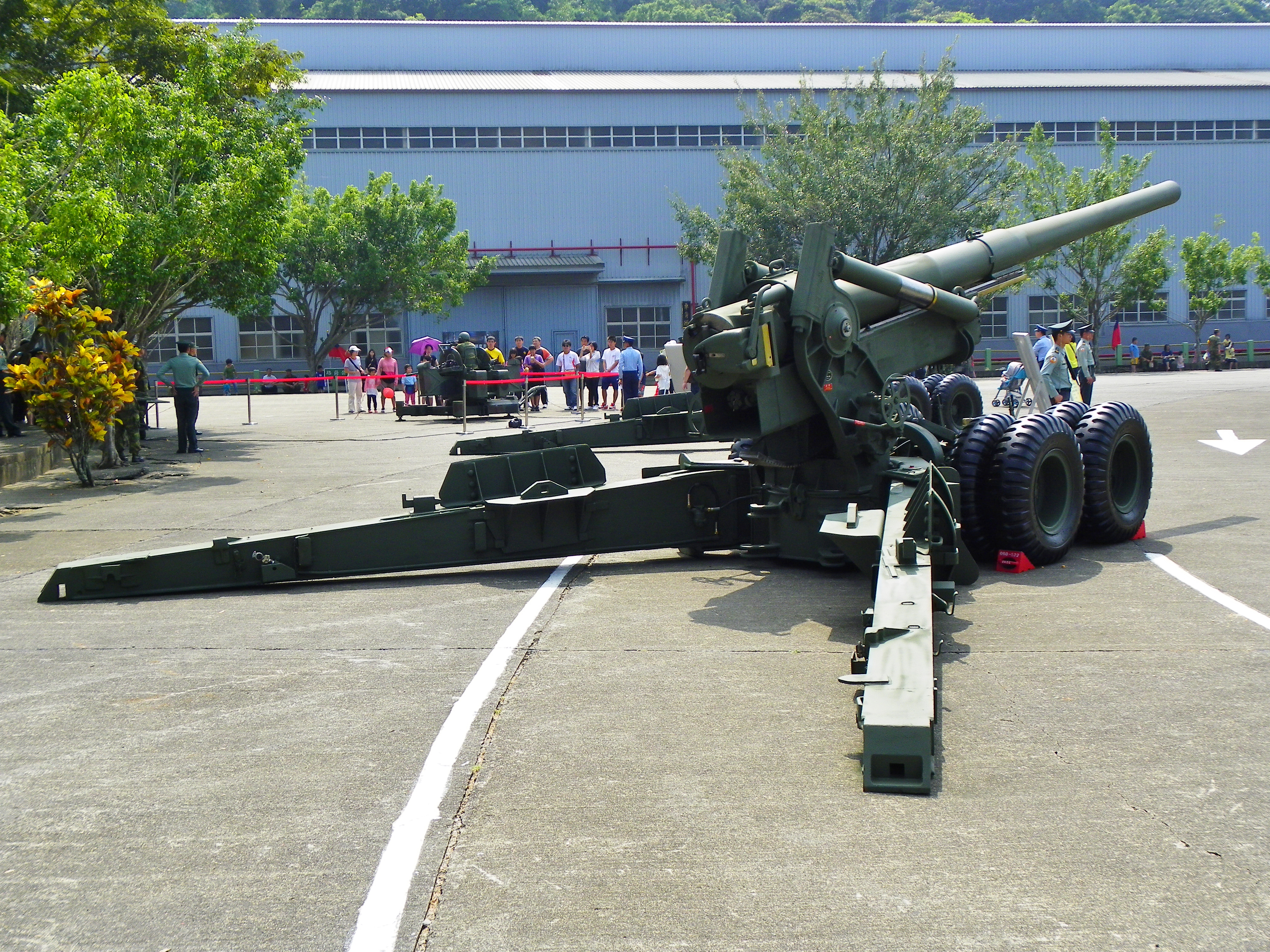
Un M59 exposé en Corée du Sud en 2012.

Le canon de 155 mm Long Tom était une arme lourde, d'un calibre de 155 millimètres. Conçue dans les années 1930, pour répondre aux besoins des États-Unis dans le domaine de l'artillerie lourde, il fut utilisé comme canon de campagne lourd standard, à partir 1938, mais aussi comme batterie côtière, pour la défense des côtes américaines. Le Long Tom a remplacé le canon de 155mm GPF. L'arme pouvait tirer un obus de 45,36 kg (100 lb) et avait une portée maximale de 22,014 km (13,7 miles).

## Service
Le Long Tom fut principalement utilisé pendant la Seconde Guerre mondiale et pendant la guerre de Corée. Il fut utilisé pour la première fois lors de la campagne d'Afrique du Nord, le 24 décembre 1942. Il a finalement équipé 49 bataillons, dont 40 sur le théâtre d'opération européen et 7 dans le Pacifique. Le premier camion tracteur était à l'origine le Mack Trucks 6x6, un camion de 7 ½ tonne. À partir de 1942 il est remplacé par le M5 Tractor, puis en 1943 par le M4 High-Speed Tractor (en).
En 1944, le canon 155 mm M1 a équipé le canon automoteur M40 Gun Motor Carriage. On adopta alors un maximum d'éléments du Sherman dans sa dernière version (M4A3E8), pour l'installer sur le châssis.
Un petit nombre de Long Tom ont été prêtés au Royaume-Uni (184) et à la France (25).

## Modèles
Modèles de canon
- M1920 – Prototype.
- T4 – Prototype.
- M1 (1938) – Modèle de pré-production, 20 exemplaires.
- M1A1 (1941) – avec anneau de brague modifié.
  - M1A1E1 – Prototype avec alésage chromé.
  - M1A1E3 – Prototype avec refroidissement liquide.
- M2 Standard (1945) – Avec anneau de brague modifié.

Modèles d'affut
- T2 – Prototype.
- M1 (1938)- Affut standard
- M1A1 – Affut T2 rénové.
- M2 - Affut standard

Modèle d'avant train
- M1 standard(1938)
- M5 lourd (heavy) (1945)

Afin de donner plus de mobilité au canon, le Long Tom a été installé sur un châssis modifié de char M4 Sherman avec un affut M13. Ce canon automoteur fut désigné "155 mm Gun Motor Carriage T83" et plus officiellement "155 mm Gun Motor Carriage M40" lors de sa production en série. Un projet identique sur châssis de M26 Pershing, qui aurait reçu l'appellation "155 mm Gun Motor Carriage T79", fut proposé mais de dépassa pas la phase d'étude.
le Long Tom pouvait être aussi installé sur une version portable du montage d'artillerie type "Panama", pour des mises en batterie plus statique.

## Exemplaires préservés
En France :
- L'association Provence 44 a restauré un exemplaire fourni par le Musée de l'artillerie de Draguignan en 2006[6],[7].
- Le Musée Militaire Park France a un exemplaire dans sa collection[8].

## Sources
- (en) Steven J. Zaloga, US Field Artillery of World War II : 1, Osprey Publishing, 2007, 48 p. (ISBN 978-1-84603-061-1, lire en ligne)
- (en) Alan Axelrod, Encyclopedia of World War II, Volume 1, H W Fowler, 2007, 924 p. (ISBN 978-0-8160-6022-1, lire en ligne)
- (en) United States. War Department, Technical Manuel TM 9-350 : 155-mm Gun M2, Carriage M1 and M1A1, Gun Mount M13, Heavy Carriage Limber M2 and M5, and Firing Platform M1, 1945, 251 p. (lire en ligne)